# 李鎮區 (伊利諾伊州富爾頓縣)
李鎮區（英語：Lee Township）是位於美國伊利諾伊州富爾頓縣的一個行政鎮區。

## 地方資料
根據2010年美國人口普查的數據，李鎮區的面積為96.30平方千米，當中陸地面積為96.30平方千米，而水域面積為0.00平方千米。當地共有人口228人，而人口密度為每平方千米2.37人。